# Schwarzen
Schwarzen là một đô thị thuộc huyện Rhein-Hunsrück bang Rheinland-Pfalz, phía tây nước Đức. Đô thị Schwarzen có diện tích 3,88 km², dân số thời điểm ngày 31 tháng 12 năm 2006 là 151 người.